# Breno Accioly

## Biografia
Natural da cidade alagoana Santana do Ipanema, nasceu em 21 de março de 1921. Filho do juiz Manuel Xavier Accioly e Maria de Lourdes Rocha Accioly, Breno Rocha Accioly foi um dos maiores contistas brasileiros, demonstrando em sua escrita uma grande habilidade e desenvoltura para o gênero, além de escritor ele ainda foi jornalista e formou-se em Medicina pela Escola de Medicina do Recife em 1938.
Ainda em sua adolescência Breno Accioly demonstrou características e atitudes que apontavam para um quadro de Esquizofrenia, o que lhe acarretou problemas com as relações sociais e depressão.
Embora optando pela carreira de médico, Breno enquanto cursava medicina, passava maior parte do tempo envolvido com o meio literário, convivendo com grandes escritores como: Gilberto Freyre, João Cabral de Melo Neto  e Lêdo Ivo, seu conterrâneo.
Formou-se em medicina e em 1942 mudou-se para o Rio de Janeiro. Ainda que tenha vivenciado momentos de adversidade devido a sua doença e a crises que lhe acompanhavam, sua escrita revela o grande escritor que ele representa na literatura nacional. Em 1944, com os contos reunidos em João Urso, Breno ganhou dois dos maiores prêmios da literatura brasileira, o Afonso Arinos, da Academia Brasileira de Letras, e Graça Aranha, da Fundação Graça Aranha.
Faleceu no Rio de Janeiro em 13 de março de 1966 aos 44 anos.

## Estética
Breno Accioly foi e será conhecido como um escritor denso, que escrevia com a mesma intensidade que as quedas d'água de uma cachoeira. Tratava principalmente de dois temas: a violência e a angustia humana. Não poucos de seus contos afligem os leitores com uma reflexão sobre a humanidade e suas fragilidades. Vinicius de Moraes tratando de Breno disse certa vez: “Breno Accioly veio abrir sobre as águas claras do conto brasileiro as comportas de sua alma tumultuosa, que habita nas trevas mais fundas e sórdidas do ser”. Já Mário de Andrade brevemente declarou: “Accioly de um nada fazia um conto e acendia numa vela a chama da angústia humana”.

## Obras
[Livro de contos] João Urso, Rio de Janeiro: Edições EPASA, 1944. Prefaciado por José Lins do Rego;
[Livro de contos] Cogumelos, Rio de Janeiro: Edição A Noite, 1949. Prefaciado por Gilberto Freyre.
[Livro de contos] Maria Pudim, Rio de Janeiro: Livraria José Olympio Editora, 1955.
[Romance] Dunas, Rio de Janeiro: Ed. O Cruzeiro, 1955.
[Livro de contos] Os Cataventos, Rio de Janeiro: Livraria José Olympio Editora, 1962.